# Abdullah Öcalan
Abdullah Öcalan ( sinh ngày 4 tháng 4 năm 1948), cũng được gọi là Apo (gọi tắt cho cả tên Abdullah và từ "chú" trong tiếng Kurd), là một nhà lãnh đạo quốc gia người Kurd và là một trong những thành viên sáng lập của tổ chức bạo động Đảng Công nhân Kurd (PKK)
Öcalan bị Cơ quan tình báo Thổ Nhĩ Kỳ (MIT) bắt giữ vào năm 1999 với sự hỗ trợ của CIA tại Nairobi và đưa về Thổ Nhĩ Kỳ, nơi ông bị kết án tử hình theo Điều 125 của Luật hình sự Thổ Nhĩ Kỳ, liên quan đến việc thành lập các tổ chức có vũ trang. Bản án đã được chuyển sang thành tù chung thân trường hợp trầm trọng, khi Thổ Nhĩ Kỳ bãi bỏ hình phạt tử hình để ủng hộ nỗ lực gia nhập thành viên của Liên minh châu Âu. Từ năm 1999 đến năm 2009, ông là tù nhân duy nhất trên đảo İmrali, ở biển Marmara  Öcalan bây giờ lập luận rằng giai đoạn chiến tranh có vũ trang đã qua và một giải pháp chính trị cho câu hỏi người Kurd nên được phát triển. Cuộc xung đột giữa Thổ Nhĩ Kỳ và PKK đã dẫn đến hơn 40.000 người tử vong, bao gồm các thành viên PKK, quân đội Thổ Nhĩ Kỳ, và thường dân, cả người Kurd và Thổ Nhĩ Kỳ.
Từ nhà tù, Öcalan đã xuất bản một số cuốn sách, cuốn sách mới nhất vào năm 2015. Khoa học của phụ nữ (Jineology), còn được gọi là Nữ quyền của người Kurd, là một hình thức của chủ nghĩa nữ quyền được ủng hộ bởi Öcalan  và sau đó là một nguyên lý cơ bản của chủ nghĩa dân tộc Kurd.

## Tiểu sử
Öcalan sinh ra ở Ömerli, một ngôi làng ở Halfeti, tỉnh Şanlıurfa ở phía đông Thổ Nhĩ Kỳ. Trong khi một số nguồn tường thuật ngày sinh nhật của ông vào ngày 4 tháng 4 năm 1948, không có hồ sơ chính thức nào cho ông ta tồn tại, và chính ông ta tuyên bố không biết chính xác khi nào ông chào đời, ước tính năm 1946 hay 1947. Ông là người lớn tuổi nhất trong số bảy người con. Theo một số nguồn tin, bà của Öcalan là một người sắc tộc Turk và (ông đã từng tuyên bố rằng) mẹ ông cũng là một người sắc tộc Turk . Theo Amikam Nachmani, giảng viên tại Đại học Bar-Ilan ở Israel, Öcalan không biết tiếng Kurd khi ông gặp ông ta vào năm 1991. Nachmani cho biết: "Ông [Öcalan] nói với tôi rằng ông ấy nói tiếng Thổ Nhĩ Kỳ, ra lệnh bằng tiếng Thổ Nhĩ Kỳ và suy nghĩ bằng tiếng Thổ."